# Tomasz Palmirski
Tomasz Palmirski (ur. 29 października 1972 w Krakowie) – polski prawnik, radca prawny, doktor habilitowany nauk prawnych, specjalista w zakresie prawa rzymskiego.

## Życiorys
W latach 1992−1997 studiował na kierunku prawo na Wydziale Prawa i Administracji Uniwersytetu Jagiellońskiego. Tytuł magistra nauk prawnych uzyskał w marcu 1997. W październiku 1997 podjął pracę w Katedrze Prawa Rzymskiego UJ. 
W 2002 roku, na podstawie rozprawy »Obligationes« quasi ex delicto«. Ze studiów nad źródłami zobowiązań w prawie rzymskim, uzyskał stopień doktora nauk prawnych. Jego promotorem był prof. dr hab. Janusz Sondel. 27 listopada 2015 uzyskał habilitację na Uniwersytecie w Białymstoku. Recenzentami byli: prof. dr hab. Sondel, prof. dr hab. Jarosław Rominkiewicz oraz dr hab. Marzena Dyjakowska, prof. KUL.

### Wymiar sprawiedliwości
W latach 1998−2001 odbywał aplikację sądową w Sądzie Okręgowym w Krakowie. Następnie był referendarzem sądowym w Sądzie Rejonowym dla Krakowa Śródmieścia. W 2006 roku został wpisany na listę radców prawnych.

### Inna działalność
W latach 2008−2012 sprawował funkcję rzecznika dyscyplinarnego UJ dla studentów i doktorantów. Od 2012 roku kieruje projektem, którego celami są tłumaczenie i edycja Digestów justyniańskich.